# Jamiroquai
Jamiroquai – angielski zespół muzyczny założony w 1992 w Londynie.

## Historia
Zespół Jamiroquai powstał w 1992 roku w Londynie. Założony przez Jay Kaya, który nagrał pierwsze demo – singel When You Gonna Learn? i zaniósł go do wytwórni Acid Jazz. Singel w całości nagrany przez najlepiej znany skład osobowy w historii formacji: Nick van Gelder (Później Derrick Mckenzie od następnego albumu), Toby Smith, Stuart Zender i Wallis Buchanan, okazał się udany, dzięki czemu zespół podpisał kontrakt z wytwórnią Sony i w roku 1993 przyniósł pierwszy pełny album – Emergency on Planet Earth, zawierający między innymi przebój Too Young to Die.
W 1994 roku Jamiroquai wydali drugi album studyjny The Return of the Space Cowboy, który w 1996 roku doczekał się na wyspach statusu platynowej płyty (ponad 600 tys. sprzedanych egzemplarzy).
Trzeci album zespołu, Travelling Without Moving, wydany został 9 września 1996 roku.
Kolejny album grupa wydała po trzech latach. Wydany 14 lipca 1999 Synkronized był pierwszym w historii zespołu albumem, który trafił na pierwsze miejsce brytyjskiej listy przebojów.
W 2001 roku wydano płytę A Funk Odyssey.
Premiera albumu Dynamite miała miejsce 20 czerwca 2005 roku.
1 listopada 2010 miał swoją premierę kolejny album formacji – Rock Dust Light Star
Do 2010 roku nagrania formacji znalazły na świecie 20 mln nabywców.

## Skład
- Jay Kay – wokal prowadzący (od 1992)
- Derrick McKenzie – perkusja (od 1994)
- Sola Akingbola – instrumenty perkusyjne, wokal wspierający (od 1994)
- Rob Harris – gitara (od 2000)
- Matt Johnson – instrumenty klawiszowe (od 2002)
- Paul Turner – gitara basowa (od 2005)
- James Russell – saksofon, flet (od 2010)
- Jim Corry – saksofon (od 2010)
- Malcolm Strachan – trąbka (od 2010)
- Alex Wasilewski – didgeridoo (od 2016)

- Toby Smith – instrumenty klawiszowe (od 1992 do 2002)
- Wallis Buchanan – didgeridoo (od 1992–1999)
- Nick Tydman – gitara basowa (od 1992 do 2021)
- Simon Bartholomew – gitara (1992)
- Nick Van Gelder – perkusja (od 1992 do 1993)
- Mike Smith – saksofon (od 1992 do 1993 oraz od 1994 do 1998)
- Stuart Zender – gitara basowa (od 1992 do 1998)
- DJ D-Zire – gramofony (od 1992 do 2001)
- Gavin Dodds – gitara (od 1992 do 1994)
- Maurizio Ravalico – instrumenty perkusyjne (od 1992 do 1994)
- John Thirkell – trąbka, skrzydłówka (od 1992 do 1998)
- Gary Barnacle – saksofon, flet (od 1992 do 1994)
- Glenn Nightingale – gitara (1993)
- Dennis Rollins – puzon (od 1994 do 1998)
- Simon Katz – gitara (od 1995 do 2000)
- Adrian Revell – saksofon, flet (od 1998 do 2000)
- Chris Fidler – puzon (1998)
- Winston Rollins – puzon (od 1998 do 2000)
- Martin Shaw – trąbka, skrzydłówka (od 1998 do 2000)
- Nick Fyffe – gitara basowa (od 1999 do 2003)
- Simon Carter – instrumenty klawiszowe (od 1999 do 2002)
- Richard Murphy – gitara basowa (2005)

## Dyskografia

### Albumy studyjne
| Emergency on Planet Earth      | - Data: 10 sierpnia 1993 - Wydawca: Sony Soho Square, Columbia | 1 | –   | –  | 17 | 5 | 11 | 15 | –  | 27 | 21 | - UK: platynowa płyta - FRA: 2× złota płyta                                                                                               |
| The Return of the Space Cowboy | - Data: 17 października 1994 - Wydawca: Sony Soho Square, Work | 2 | –   | –  | 37 | 9 | 22 | 37 | –  | –  | 42 | - UK: platynowa płyta - FRA: złota płyta                                                                                                  |
| Travelling Without Moving      | - Data: 28 sierpnia 1996 - Wydawca: Sony Soho Square, Work     | 2 | –   | 6  | 9  | 3 | 9  | 16 | –  | 7  | 6  | - UK: 4× platynowa płyta - CAN: 3× platynowa płyta - FRA: 2× platynowa płyta - USA: platynowa płyta - POL: złota płyta - GER: złota płyta |
| Synkronized                    | - Data: 8 czerwca 1999 - Wydawca: Sony Soho Square, Work       | 1 | 28  | 4  | 1  | 2 | 2  | 6  | –  | 12 | 1  | - UK: srebrna płyta - CAN: złota płyta - FRA: 2× złota płyta - GER: złota płyta                                                           |
| A Funk Odyssey                 | - Data: 11 września 2001 - Wydawca: Sony Soho Square, Epic     | 1 | 44  | 4  | 2  | 1 | 4  | 4  | 14 | 17 | 1  | - UK: 2× platynowa płyta - FRA: platynowa płyta - GER: złota płyta                                                                        |
| Dynamite                       | - Data: 20 czerwca 2005 - Wydawca: Epic                        | 3 | 145 | 6  | 6  | 3 | 10 | 5  | 22 | 18 | 3  | - UK: złota płyta |
| Rock Dust Light Star           | - Data: 1 listopada 2010 - Wydawca: Universal, Mercury         | 7 | –   | 22 | 7  | 2 | 6  | 31 | 15 | –  | 13 | - UK: złota płyta - POL: złota płyta |
| Automaton                      | - Data: 31 marca 2017 - Wydawca: Virgin EMI                    | 4 | 94  | 14 | 5  | 2 | 6  | 4  | 17 | 30 | 7  | |
| „–” album nie był notowany.    |                                                                |   |     |    |    |   |    |    |    |    |    | |

### Kompilacje
| Late Night Tales: Jamiroquai  | - Data: 21 października 2003 - Wydawca: Late Night Tales | – | –  | –  | – | –  | –  | –  | –  |
| High Times: Singles 1992-2006 | - Data: 21 listopada 2006 - Wydawca: Sony Music          | 1 | 19 | 33 | 1 | 23 | 31 | 20 | 11 |
| „–” album nie był notowany.   |                                                          |   |    |    |   |    |    |    |    |

### Albumy wideo
| Tytuł                              | Dane dot. albumu                                    |
| ---------------------------------- | --------------------------------------------------- |
| Corner of the Earth                | - Data: 8 lipca 2002 - Wydawca: Sony Soho Square    |
| Live in Verona                     | - Data: 11 listopada 2002 - Wydawca: Sony BMG       |
| Jamiroquai – Live at Montreux 2003 | - Data: 2 października 2007 - Wydawca: Eagle Vision |
| Jamiroquai – Live at Montreux 2003 | - Data: 22 października 2007 - Wydawca: Sony Music  |

### Remiks albumy
| Tytuł        | Dane dot. albumu                               |
| ------------ | ---------------------------------------------- |
| 1999 Remixes | - Data: 20 września 1999 - Wydawca: S2 Records |